# Veliki diktator
Veliki diktator (eng. The Great Dictator) je slavni ali i kontroverzni film iz 1940., spoj satire na nacizam i tragikomedije, kojeg je režirao Charles Chaplin. To je Chaplinov prvi zvučni film. U filmu Chaplin glumi dvije uloge: skitnicu i diktatora Adenoida Hynkela, koji je parodija na Adolfa Hitlera. Film je stekao velik ugled te se na IMDb.com nalazi i na listi 250 najboljih filmova svih vremena.
Američki filmski institut stavio je 2001. film na 37. mjesto na listi najboljih komedija 20. stoljeća, "100 godina...100 smijeha".

## Radnja
Izmišljena država Tomanija, Prvi svjetski rat. Židovski brijač se borio za svoju domovinu i spasio život pukovniku Schultzu, ali je izgubio pamćenje i proveo 20 godina u bolnici. Brijač se, iznenada, jednog dana probudi zdrav i vrati natrag u svoj dom i posao, nemajući pojma da je vlast u Tomaniji preuzeo diktator Adenoid Hynkel koji planira ratove i istrebljenje Židova. 
Brijač se sprijatelji s djevojkom Hannah i počinje suprotstavljati Hynkelovim vojnicima koji teroriziraju geto, a pomaže što ga štiti stari prijatelj Schultz, koji je još uvijek pukovnik. No Hynkelova vlast postaje sve nepodnošljivija. Brijač završi u logoru, ali slučajno biva zamijenjen s Hynkelom jer izgledaju identično, dok Hynkel završi u logoru jer biva zamijenjen za brijača. Brijač na kraju održi govor o miru i ljubavi pred svojim trupama.

## Glumci
- Charles Chaplin - Židovski brijač/Adenoid Hynkel
- Paulette Goddard - Hannah
- Reginald Gardiner - Zapovjednik Schultz
- Jack Oakie - Benzini Napaloni
- Henry Daniell - Garbitsch, ministar propagande

## Zanimljivosti
- Charlie Chaplin je dobio ideju za film kada je njegov prijatelj Alexander Korda primijetio da ga njegov skitnica podsjeća na Adolfa Hitlera. Kada je Chaplin saznao da su se rodili iste godine i da dijele dosta sličnosti, odlučio je u filmu izrugati diktatora.
- Nakon završetka 2. svjetskog rata, Chaplin je dodao da nikada ne bi snimio film da je znao pravi razmjer strahota koje su počinili nacisti.[2]
- Sve njemačke riječi koje govori Adenoid Hynkel su izmišljene i nemaju smisla.
- Kada je "Veliki diktator" počeo igrati u kinima, Hitler ga je zabranio u svim okupiranim zemljama. No, iz znatiželje je uveo kopiju iz Portugala te ju pustio u privatnoj projekciji, odgledavši film čak dva puta, ali se ne zna kako je reagirao na njega. Chaplin je jednom izjavio; "Dao bih sve da znam što je mislio o tom filmu".
- Ovo je prvi Chaplinov zvučni film, a ujedno je i posljednji u kojem je nastupio kao lik skitnice.
- Chaplin je ovim filmom, uz Petera Sellersa i Lee Marvin, postao jedini glumac u povijesti koji je nominiran za Oscara u dvostrukoj ulozi.
- Završni govor skitnice o ljubavi je bio potpuno spontan. Navodno je Chaplin odustao od prvotnog kraja i odlučio se za govor mira kada je čuo da su Nacisti počeli rat u Europi.
- U Trećem Reichu su, zabunom, mislili da je i Chaplin Židov.
- Lik Paulette Goddard je dobio ime Hannah po Chaplinovoj majci.

## Nagrade
- 5 nominacija za Oscara (najbolji film, scenarij, glavni glumac Charles Chaplin, sporedni glumac Jack Oakie, glazba)
- Osvojen New York Film Critics Circle Award (najbolji glavni glumac Charles Chaplin)

## Kritike
Svi kritičari su hvalili film "Veliki diktator", ali su se podijelili na one kojima je taj film inferioran u usporedbi s Chaplinovim nijemim ostvarenjima i na one kojima je jednako dobar ako ne i bolji od njegovih prethodnih radova. Usprkos kontroverznoj priči koja parodira nacizam, skoro svi su zaključili da su šala, politička korektnost, drama, strava i humanost spojeni u skladnu cjelinu te da su vizualni gegovi genijalni, a film pun antologijskih scena (npr. prizor u kojem se diktator Hynkel igra s balonom u obliku globusa u rukama). Neki su prigovarali da je završni govor skitnice odveć patetičan. 
Kritičar Roger Ebert je u svojoj recenziji napisao: "Ovo je Chaplinov najozbiljniji, najtragičniji i najhumaniji film. On nikada nije smatrao Hitlera smiješnim, pa iako upotrebljava svoju genijalnu komičnost da inspirira film, humor nikada nije neutralan", Michael W. Phillips Jr. je zaključio: "Duhovito, prekrasno i zastrašujuće" dok je Mike Pinsky napisao: "Ovo je Chaplinov najambiciozniji film, pokušaj da se uhvati u koštac s metom koja je prevelika da bi se obradila komedijom".

## Vanjske poveznice
- Veliki diktator u internetskoj bazi filmova IMDb-a
- Rottentomatoes.com
- DVD-journal
- Članak o filmu  Arhivirana inačica izvorne stranice od 15. kolovoza 2011. (Wayback Machine)
- Slike iz filma  Arhivirana inačica izvorne stranice od 16. prosinca 2006. (Wayback Machine)
- Analiza zastava u filmu